# آرمن مارتیروسیان (حزب میراث)
آرمن مارتیروسیان (ارمنی: Արմեն Մարտիրոսյան؛ زادهٔ ۳۰ سپتامبر ۱۹۷۳) مربی جودو، معلم تربیت بدنی، سیاست‌مدار استاد اهل ارمنستان که سمت رهبری میراث را بر عهده دارد.